# 北崎村
北崎村（きたざきむら）は、福岡県の北西部にあった村で、糸島郡に属していた。
1961年4月1日、同じ糸島郡内の周船寺村・元岡村と同時に福岡市に編入され、自治体としては廃止された。現在は西区の一部となっている。

## 地理
福岡県の北西部、福岡市中心部の西約20kmの場所にある糸島半島北東端部の地域と、玄界島、小呂島を村域としていた。村域は現在の福岡市西区北西端部の宮浦、小田、草場及び西浦、並びに玄界島及び小呂島にあたる。
村域北部は玄界灘に、東部は博多湾にそれぞれ面する。北端部と中央部に標高100〜200mの小さな山があり、全体的に起伏のある地形となっている。

## 歴史
- 1889年（明治22年）4月1日 - 町村制施行により、宮浦村、西浦村、玄界島村、小呂島村、小田村、草場村が合併し志摩郡小田村が発足。
- 1896年（明治29年）
  - 4月1日 - 郡の統合により糸島郡に属する[2]。
  - 10月21日 - 北崎村に改称。
- 1961年（昭和36年）4月1日 - 周船寺村、元岡村とともに福岡市に編入され廃止[1]。
- 1972年（昭和47年）4月1日 - 福岡市が政令指定都市へ移行。旧村域は西区に編入する。
- 1982年（昭和57年）5月10日 - 西区の3分割に伴い、旧村域は西区の一部となる。

## 行政
- 村長：高橋義雄（最終代）

## 地域

### 教育

#### 高等学校
- 福岡県立糸島高等学校北崎分校（合併後に廃止）

#### 中学校
- 北崎村立北崎中学校（現・福岡市立北崎中学校）
  - 玄界分校（現・福岡市立玄界小中学校）
  - 小呂分校（現・福岡市立小呂小中学校）

#### 小学校
- 北崎村立北崎小学校（現・福岡市立北崎小学校）
  - 西浦分校（福岡市立北崎小学校西浦分校は平成21年度末をもって廃止、本校に統合された。）
  - 玄界分校（現・福岡市立玄界小中学校）
  - 小呂分校（現・福岡市立小呂小中学校）

## 交通

### 空港
村内に空港はないため、福岡市の板付飛行場を利用することとなる。

### 鉄道
村内に鉄道路線は通っていない。

### バス路線
昭和自動車株式会社（通称：「昭和バス」）のバスが当時より運行している。

### 道路
主要な幹線道路は次の通り。
- 福岡県道54号福岡志摩前原線
- 西浦小田線
- 宮ノ浦前原線

### 航路
村域北部（中心部）の宮浦地区と玄界島・小呂島を結ぶ航路があった。合併後は福岡市に承継されたが、現在は玄界島航路は博多ふ頭発着に、小呂島航路は姪浜発着に変更され、どちらも宮浦からは発着していない。